# Liste des rues de Saint-Josse-ten-Noode
Ci-dessous, la liste complète des rues de Saint-Josse-ten-Noode, commune belge située en région bruxelloise.

## A
- rue de l'Abondance
- rue d'Aerschot (aussi Schaerbeek)
- rue de l'Alliance
- rue de l'Artichaut
- avenue des Arts (aussi Bruxelles-ville)
- rue de l'Ascension
- avenue de l'Astronomie

## B
- rue de Beriot
- rue André Bertulot
- rue de la Bienfaisance
- rue de la Bigorne
- rue Bonneels
- place François Bossuet
- rue Botanique
- avenue du Boulevard
- rue du Brabant (aussi Schaerbeek)
- rue Braemt
- rue Brialmont

## C
- rue du Cadran
- rue du Cardinal (aussi Bruxelles-ville)
- rue du Chalet
- rue des Charbonniers
- rue de la Charité
- rue Charles VI
- rue du Chemin de Fer
- rue de la Cible (aussi Schaerbeek)
- rue de la Comète
- rue de la Commune
- rue Cornet de Grez (aussi Schaerbeek)
- rue des Coteaux (aussi Schaerbeek)
- rue des Croisades

## D
- rue De Bruyn
- rue Joseph Dekeyn
- square Félix Delhaye
- avenue Paul Deschanel (aussi Schaerbeek)
- rue des Deux Églises
- rue des Deux Tours

## E
- rue des Éburons (aussi Bruxelles-ville)
- rue Eeckelaers
- rue de l'Enclume

## F
- rue de la Ferme
- square Henri Frick

## G
- avenue Galilée
- rue Gillon
- rue Gineste
- rue Godefroid de Bouillon ou rue Godefroid-de-Bouillon[2]

## H
- chaussée de Haecht (aussi Schaerbeek, Evere, Haren)
- place Houwaert
- rue Hydraulique

## I
- passage International

## J
- Jardin Botanique
- rue Josaphat (aussi Schaerbeek)
- avenue Fritz Jottrand

## L
- rue Léopold Lenders
- rue de Liedekerke
- rue de la Limite
- rue Linné (aussi Schaerbeek)
- chaussée de Louvain (aussi Schaerbeek, Evere, Woluwe-Saint-Lambert et en Région flamande)
- rue Amédée Lynen

## M
- place Madou
- rue du Marché
- rue Marie-Thérèse (aussi Bruxelles-ville)
- rue du Marteau (aussi Bruxelles-ville)
- rue Georges Matheus
- rue du Méridien
- rue du Merinos
- rue des Moissons
- rue du Moulin
- rue Musin
- rue Marie Popelin

## N
- place du Nord

## P
- rue de la Pacification (aussi Bruxelles-ville)
- avenue Georges Pètre
- rue des Plantes (aussi Schaerbeek)
- rue du Pôle
- allée de la Poste
- rue de la Poste (aussi Schaerbeek)
- rue Potagère (aussi Schaerbeek)
- rue de la Prairie
- rue du Progrès (aussi Schaerbeek)

## Q
- boulevard des Quatre Journées
- place Quetelet

## R
- avenue Régina Victoria
- place de la Reine
- place Charles Rogier
- boulevard du Roi Albert II (aussi Bruxelles-ville et Schaerbeek)
- rue Rouen-Bovie
- rue Royale (aussi Bruxelles-ville et Schaerbeek)

## S
- rue Saint-Alphonse
- rue Saint-François
- place Saint-Josse
- rue Saint-Josse
- boulevard Saint-Lazare
- place Saint-Lazare
- rue Saint-Lazare
- rue Saxe-Cobourg
- rue Scailquin
- petite rue des Secours (aussi Schaerbeek)
- rue des Secours
- rue du Soleil (aussi Schaerbeek)
- rue de Spa (aussi Bruxelles-ville)
- square Armand Steurs

## T
- rue Tiberghien
- rue Traversière

## U
- rue de l'Union

## V
- rue du Vallon
- rue Van Bemmel
- rue Vanderhoeven
- rue André Van Hasselt (aussi Schaerbeek)
- rue Verbist (aussi Schaerbeek)
- rue Verboeckhaven (aussi Schaerbeek)
- rue Verte (aussi Schaerbeek)
- rue de Verviers (aussi Bruxelles-ville)
- rue Vonck (aussi Schaerbeek)

## W
- rue Wauwermans
- rue Willems (aussi Bruxelles-ville)

## Z
- Haut – A
- B
- C
- D
- E
- F
- G
- H
- I
- J
- K
- L
- M
- N
- O
- P
- Q
- R
- S
- T
- U
- V
- W
- X
- Y
- Z